# Liste der Kulturdenkmale in Kleve (Kreis Steinburg)
In der Liste der Kulturdenkmale in Kleve sind alle Kulturdenkmale der schleswig-holsteinischen Gemeinde Kleve (Kreis Steinburg) und ihrer Ortsteile aufgelistet (Stand: 26. Mai 2025).

## Legende
In den Spalten befinden sich folgende Informationen:
- Objekt-ID: die Nummer des Kulturdenkmales
- Lage: die Adresse des Kulturdenkmales und die geographischen Koordinaten. Kartenansicht, um Koordinaten zu setzen. In der Kartenansicht sind Kulturdenkmale ohne Koordinaten mit einem roten Marker dargestellt und können in der Karte gesetzt werden. Kulturdenkmale ohne Bild sind mit einem blauen Marker gekennzeichnet, Kulturdenkmale mit Bild mit einem grünen Marker.
- Offizielle Bezeichnung: Bezeichnung des Kulturdenkmales
- Beschreibung: die Beschreibung des Kulturdenkmales
- Bild: ein Bild des Kulturdenkmales

## Bauliche Anlagen
| Objekt-ID     | Lage                                           | Offizielle Bezeichnung      | Beschreibung | Bild |
| ------------- | ---------------------------------------------- | --------------------------- | --- | ---- |
| 1247 Wikidata | Gut Krummendiek 8 (53° 57′ 33″ N, 9° 25′ 8″ O) | Gut Krummendiek: Herrenhaus | Alteintragung (Aktualisierung vorgesehen) - Begründung: Alteintragung (Aktualisierung vorgesehen) - Schutzumfang: Alteintragung (Aktualisierung vorgesehen) - Denkmaltyp: Bauliche Anlage | BW   |
| 1248 Wikidata | Gut Krummendiek 8 (53° 57′ 35″ N, 9° 25′ 7″ O) | Gut Krummendiek: Torhaus    | Alteintragung (Aktualisierung vorgesehen) - Begründung: Alteintragung (Aktualisierung vorgesehen) - Schutzumfang: Alteintragung (Aktualisierung vorgesehen) - Denkmaltyp: Bauliche Anlage | BW   |
| 1249 Wikidata | Gut Krummendiek 8 (53° 57′ 34″ N, 9° 25′ 9″ O) | Gut Krummendiek: Scheune    | Alteintragung (Aktualisierung vorgesehen) - Begründung: Alteintragung (Aktualisierung vorgesehen) - Schutzumfang: Alteintragung (Aktualisierung vorgesehen) - Denkmaltyp: Bauliche Anlage | BW   |

## Gründenkmale
| Objekt-ID | Lage                                            | Offizielle Bezeichnung | Beschreibung | Bild |
| --------- | ----------------------------------------------- | ---------------------- | --- | ---- |
| 27485     | Gut Krummendiek 8 (53° 57′ 27″ N, 9° 25′ 11″ O) | Gutspark Krummendiek   | Gutspark Krummendiek; Mitte 18. Jh.; 4 ha großer, den Gutshof umgebener Park mit Wassergraben; drei Lindenalleen, Hoflinden hinter dem Torhaus - Schutzumfang: Gutspark Krummendiek, nördliche, östliche, westliche Lindenallee, Hoflinden hinter dem Torhaus - Begründung: Geschichtlich, Künstlerisch, Kulturlandschaftlich | BW   |

## Quelle
- Liste der Kulturdenkmale in Schleswig-Holstein – Kreis Steinburg

- Karte mit allen Koordinaten:
- OSM |
- WikiMap